# اوندانس
اوندانس (به فرانسوی: Avondance) یک کمون در فرانسه است که در پا-دو-کاله واقع شده‌است. اوندانس ۲٫۱۹ کیلومتر مربع مساحت دارد ۱۲۹ متر بالاتر از سطح دریا واقع شده‌است.